# Baillie Walsh
Baillie Walsh es un director de cine y vídeos de música británico. 

## Trayectoria cinematográfica
Es conocido por ser el escritor y director de la película Flashbacks of a Fool (2008), protagonizada por Daniel Craig, Eve, Harry Eden, y Felicity Jones.
Walsh ha dirigido vídeos de música para clientes como Boy George, Massive Attack, New Order, Kylie Minogue y Oasis. 
En 2013, Walsh publicó un documental de Bruce Springsteen bajo el título Springsteen & I.

## Filmografía
- 1996: Espejo, Espejo (Mirror, mirror)
- 2001: Massive Attack: Eleven Promos
- 2004: Sólo estoy mirando: El Mejor de INXS (I'm Only Looking: The Best of INXS)
- 2007: Lord Don't Slow Me Down
- 2008: Flashbacks of a Fool
- 2013: Springsteen & I